# Бордешть (комуна)
Бордешть, Бордешті (рум. Bordești) — комуна у повіті Вранча в Румунії. До складу комуни входять такі села (дані про населення за 2002 рік):
- Бордешть (1255 осіб)
- Бордештій-де-Жос (544 особи)

Комуна розташована на відстані 144 км на північний схід від Бухареста, 19 км на південний захід від Фокшан, 78 км на захід від Галаца, 112 км на схід від Брашова.

## Населення
За даними перепису населення 2002 року у комуні проживали 1799 осіб. Усі жителі комуни рідною мовою назвали румунську.
Національний склад населення комуни:
| Національність | Кількість осіб | Відсоток |
| -------------- | -------------- | -------- |
| румуни         | 1788           | 99,4%    |
| цигани         | 10             | 0,6%     |
| угорці         | 1              | 0,1%     |

Склад населення комуни за віросповіданням:
| Релігія     | Кількість осіб | Відсоток |
| ----------- | -------------- | -------- |
| православні | 1642           | 91,3%    |
| адвентисти  | 157            | 8,7%     |